# Avenue des Canaris (Auderghem)
Pour les articles homonymes, voir Avenue des Canaris.
L'avenue des Canaris (en néerlandais : Kanarielaan) est une rue bruxelloise de la commune d'Auderghem. Située dans le quartier du Chant d'Oiseau, elle relie l'avenue des Paradisiers à l'avenue des Traquets sur une longueur 90 mètres. La numérotation des habitations va de 23 à 45 pour le côté impair et de 22 à 44 pour le côté pair.

## Historique et description
L'avenue est proche du Den vogel sanc (Le chant d'Oiseau) qui apparaît déjà sur la carte dessinée par J. Van Werden, en 1659. 
En 1931, le collège décida que cette rue relierait l'avenue des Paradisiers au Kouter, mais l'apparition de l'avenue des Traquets allait raccourcir la rue de moitié. Voilà aussi pourquoi la rue commence par les nos 22 et 23.
Elle prend sa dénomination en 1936.

### Origine du nom
La rue porte le nom de "Canaris" car le plateau sur lequel elle est située est celui du Chant d'Oiseau. 
Les rues environnantes portent elles aussi des noms d'oiseau. "Canaris" prend cependant étonnement le singulier en néerlandais Kanarie) car la règle orthographique néerlandaise précise que le pluriel reste kanarie pour éviter la collision de consonnes dans Kanarieslaan.

## Inventaire régional des biens remarquables
- Premier permis de bâtir délivré le 31 juillet 1931 pour les nos 41 et 43.